# Villiers-le-Sec (Haute-Marne)
Pour les articles homonymes, voir Villiers-le-Sec.
Villiers-le-Sec est une commune française située dans le département de la Haute-Marne, en région Grand Est.

## Géographie

### Localisation
Le village de Villiers-le-Sec se situe en Haute-Marne à 7 km de Chaumont, la ville la plus proche ainsi que le commune de Buxières-lès-Villiers à 2.26 km, Euffigneix à 2.79 km, Jonchery à 3.61 km, Semoutiers-Montsaon à 5.15 km, Chaumont à 5.61 km, Autreville-sur-la-Renne à 6.40 km, Blessonville à 6.88 km, Bricon à 7.04 km, Condes à 7.19 km et Brethenay à 7.33 km. Chamarandes-Choignes à 7.66 km. Gillancourt à 8.01 km.

### Hydrographie
La commune est dans la région hydrographique « la Seine de sa source au confluent de l'Oise (exclu) » au sein du bassin Seine-Normandie. Elle est drainée par le ruisseau de Bonnevaux, le cours d'eau 02 des Voivres et le Fossé 01 de la Grosse Pierre,.
Le ruisseau de Bonnevaux, d'une longueur de 11 km, prend sa source dans la commune  et se jette  dans la Marne à Brethenay, après avoir traversé quatre communes. 

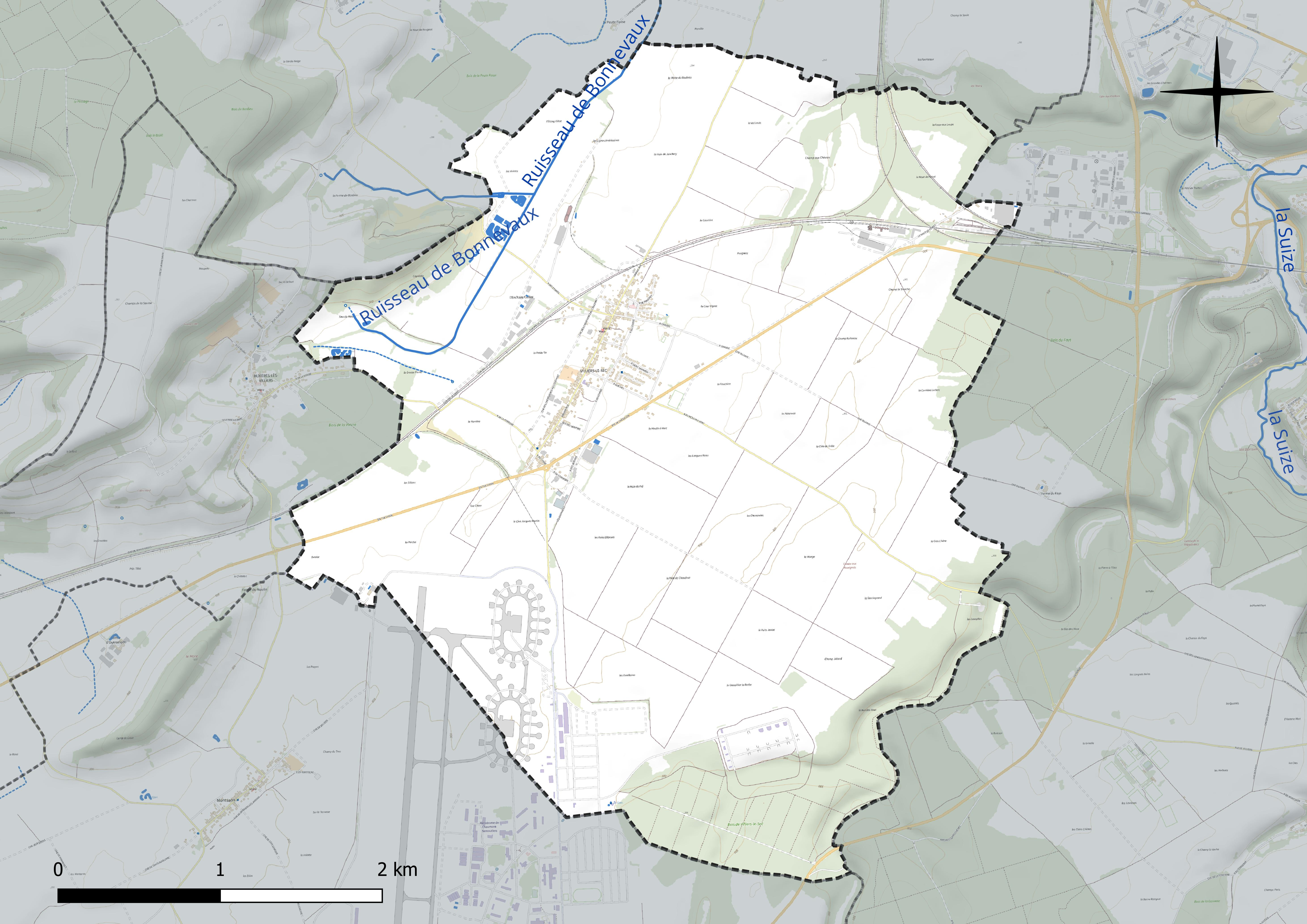
Réseau hydrographique de Villiers-le-Sec.

### Climat
Pour des articles plus généraux, voir Climat du Grand Est et Climat de la Haute-Marne.
En 2010, le climat de la commune est de type climat des marges montargnardes, selon une étude du Centre national de la recherche scientifique s'appuyant sur une série de données couvrant la période 1971-2000. En 2020, Météo-France publie une typologie des climats de la France métropolitaine dans laquelle la commune est exposée à un climat océanique altéré et est dans la région climatique  Lorraine, plateau de Langres, Morvan, caractérisée par un hiver rude (1,5 °C), des vents modérés et des brouillards fréquents en automne et hiver. 
Pour la période 1971-2000, la température annuelle moyenne est de 10,1 °C, avec une amplitude thermique annuelle de 16,4 °C. Le cumul annuel moyen de précipitations est de 950 mm, avec 13 jours de précipitations en janvier et 9,1 jours en juillet. Pour la période 1991-2020, la température moyenne annuelle observée sur la station météorologique de Météo-France la plus proche, « Bourdons_sapc », sur la commune de Bourdons-sur-Rognon à 22 km à vol d'oiseau, est de 10,0 °C et le cumul annuel moyen de précipitations est de 1 011,1 mm. 
La température maximale relevée sur cette station est de 40,1 °C, atteinte le 25 juillet 2019 ; la température minimale est de −22,1 °C, atteinte le 20 décembre 2009,,. 
Les paramètres climatiques de la commune ont été estimés pour le milieu du siècle (2041-2070) selon différents scénarios d'émission de gaz à effet de serre à partir des nouvelles projections climatiques de référence DRIAS-2020. Ils sont consultables sur un site dédié publié par Météo-France en novembre 2022.

### Toponymie
Cette commune a porté différents noms au cours de son histoire : Villaria en 450 ap. JC[réf. nécessaire], jusqu'à Villiers-le-Sec au Chêne (de fin 1924 à 1927), avant d'être définitivement nommé Villiers-le-Sec.
Le déterminant -le-sec, la seconde partie du nom, se réfère à l'aridité du sol et à l'absence de cours d'eau.

## Urbanisme

### Typologie
Au 1er janvier 2024, Villiers-le-Sec est catégorisée bourg rural, selon la nouvelle grille communale de densité à sept niveaux définie par l'Insee en 2022.
Elle est située hors unité urbaine. Par ailleurs la commune fait partie de l'aire d'attraction de Chaumont, dont elle est une commune de la couronne,. Cette aire, qui regroupe 112 communes, est catégorisée dans les aires de 50 000 à moins de 200 000 habitants,.

### Occupation des sols
L'occupation des sols de la commune, telle qu'elle ressort de la base de données européenne d’occupation biophysique des sols Corine Land Cover (CLC), est marquée par l'importance des territoires agricoles (70 % en 2018), en diminution par rapport à 1990 (72 %). La répartition détaillée en 2018 est la suivante : 
terres arables (55,7 %), forêts (15,3 %), prairies (14,3 %), zones industrielles ou commerciales et réseaux de communication (11,4 %), zones urbanisées (3,2 %). L'évolution de l’occupation des sols de la commune et de ses infrastructures peut être observée sur les différentes représentations cartographiques du territoire : la carte de Cassini (XVIIIe siècle), la carte d'état-major (1820-1866) et les cartes ou photos aériennes de l'IGN pour la période actuelle (1950 à aujourd'hui).

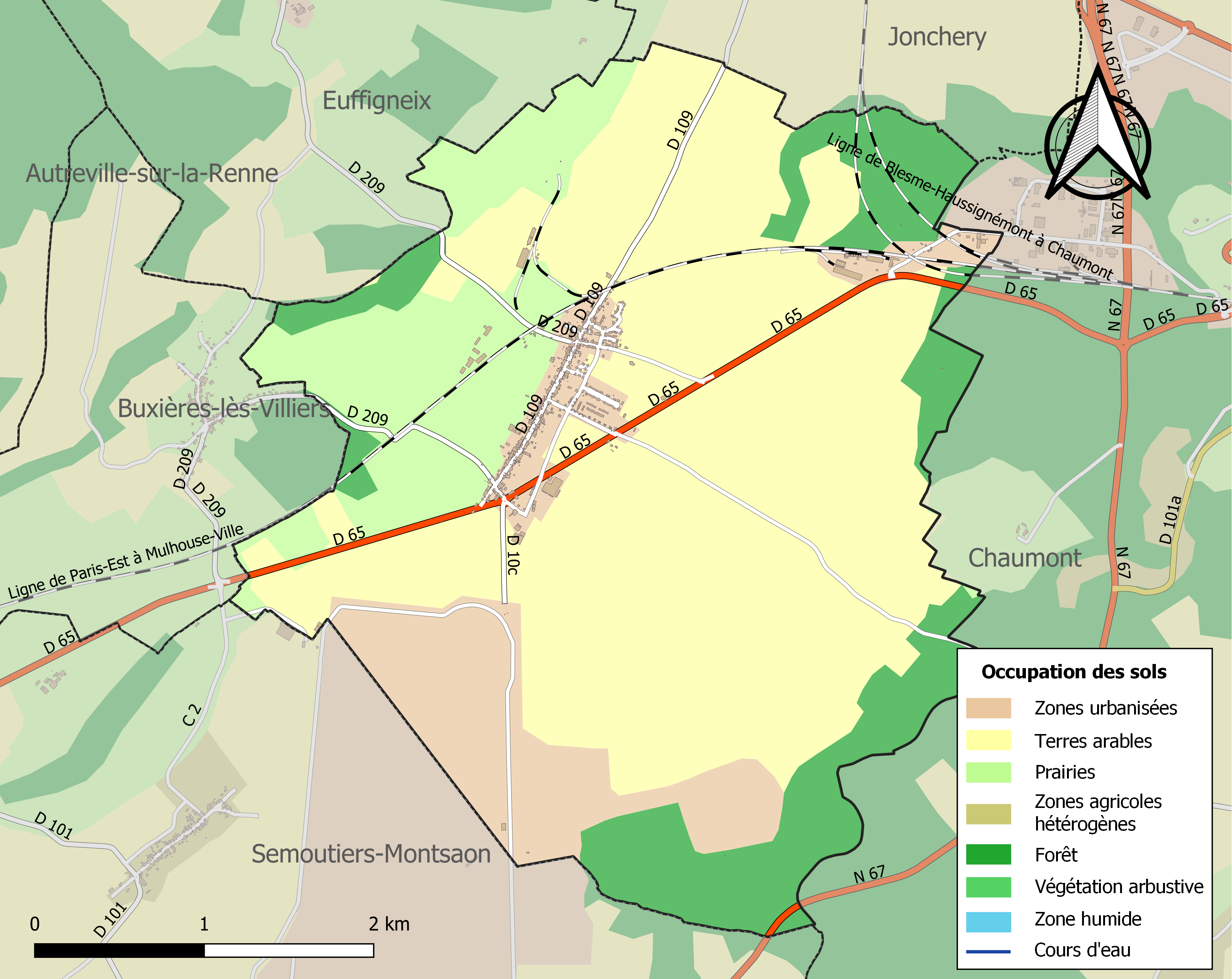
Carte des infrastructures et de l'occupation des sols de la commune en 2018 (CLC).

## Histoire

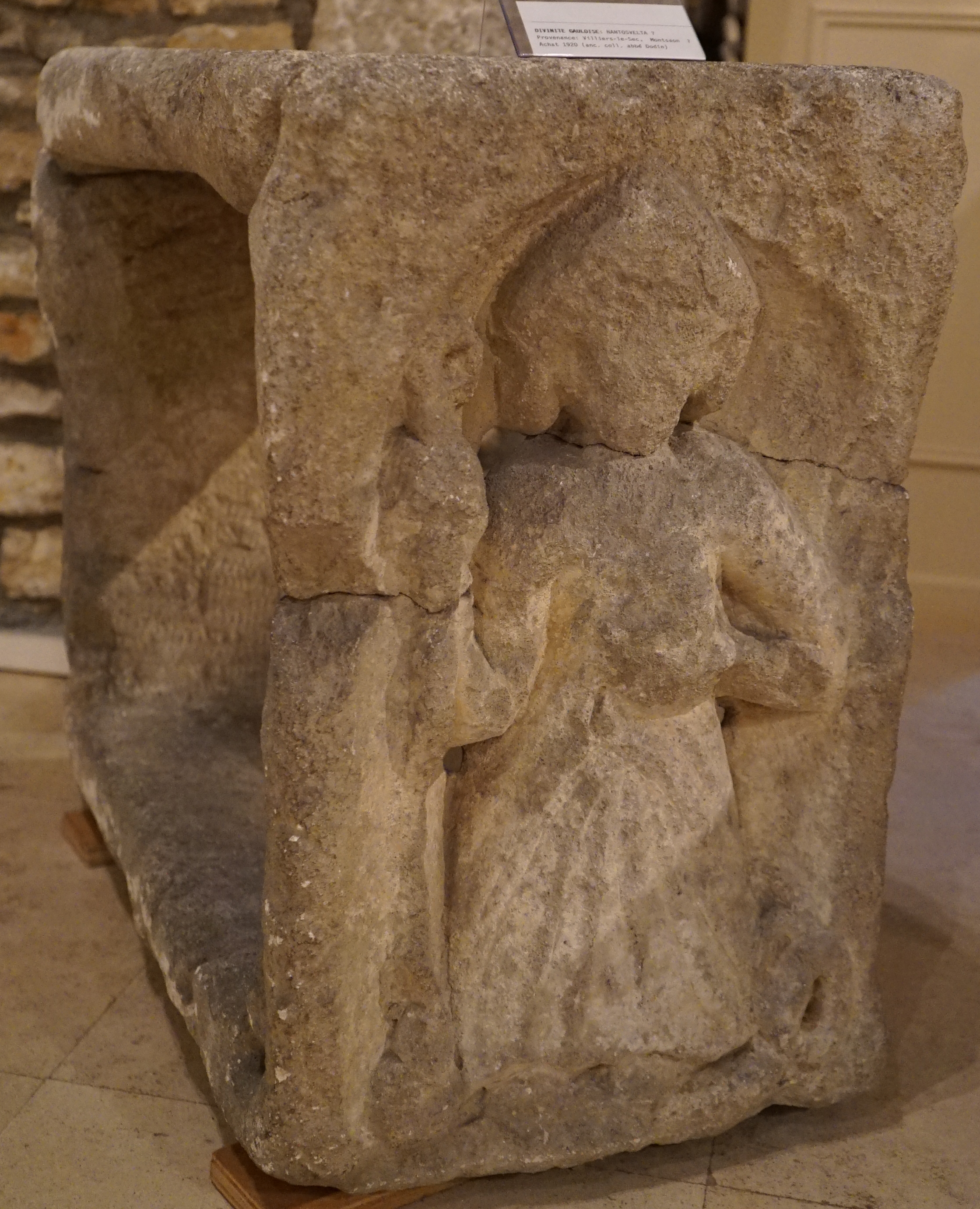
Autel de divinité gauloise, Musée d'art et d'histoire de Chaumont.

## Politique et administration

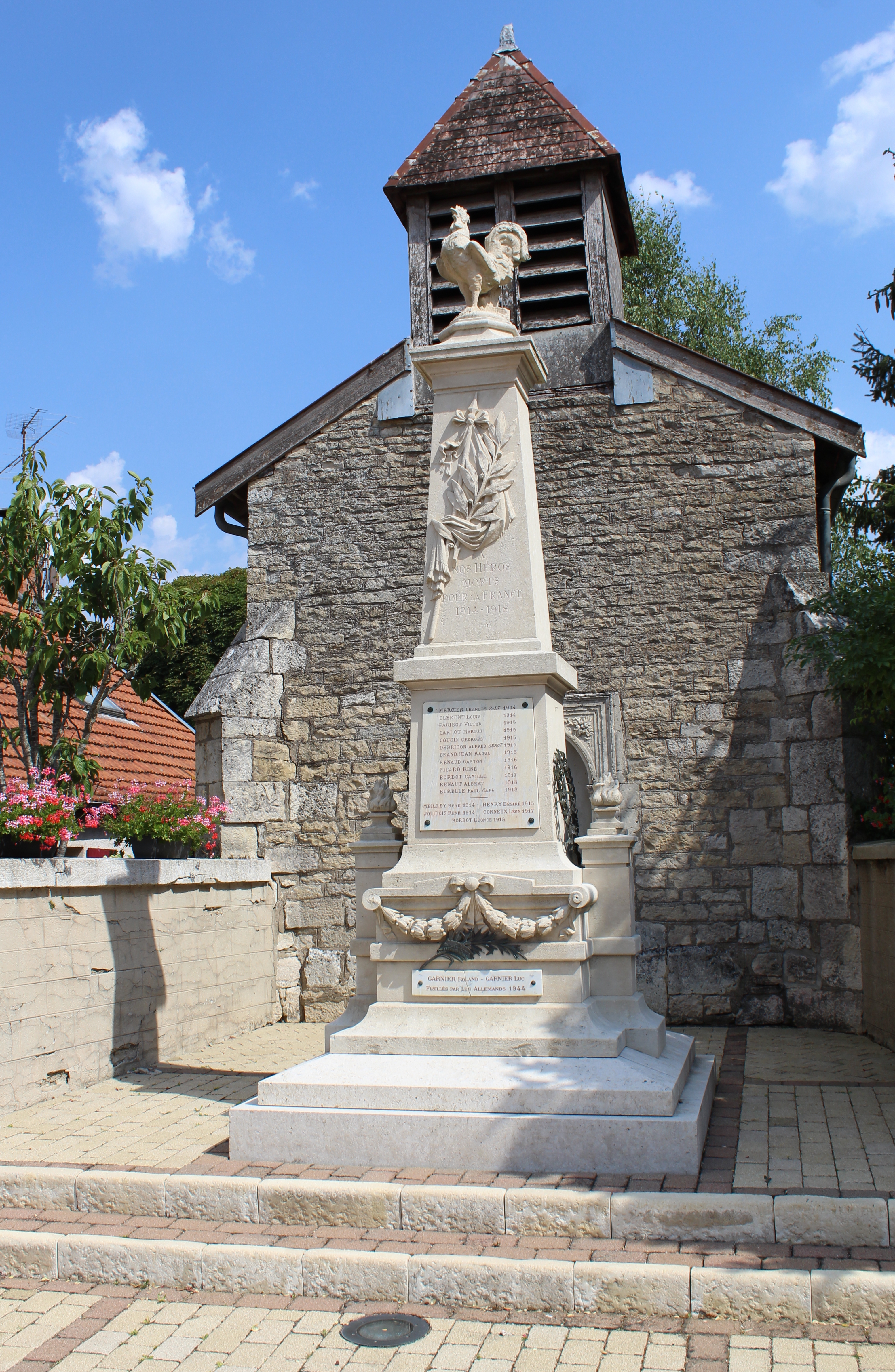
Monument et chapelle

| Période                                  | Période   | Identité            | Étiquette | Qualité                                                             |
| ---------------------------------------- | --------- | ------------------- | --------- | ------------------------------------------------------------------- |
| 1965                                     | mars 2001 | Paul Flamérion      | DVD       | Assureur - élu conseiller général du canton de Chaumont-Sud en 2001 |
| mars 2001                                | mars 2008 | Paul Roze           |           |                                                                     |
| mars 2008                                | 2011      | Jean-Claude Lefèvre |           |                                                                     |
| 2011                                     | En cours  | Laurence Meunier    |           |                                                                     |
| Les données manquantes sont à compléter. |           |                     |           |                                                                     |

## Population et société

### Démographie

#### Évolution démographique
L'évolution du nombre d'habitants est connue à travers les recensements de la population effectués dans la commune depuis 1793. Pour les communes de moins de 10 000 habitants, une enquête de recensement portant sur toute la population est réalisée tous les cinq ans, les populations de référence des années intermédiaires étant quant à elles estimées par interpolation ou extrapolation. Pour la commune, le premier recensement exhaustif entrant dans le cadre du nouveau dispositif a été réalisé en 2004.

En 2022, la commune comptait 739 habitants, en évolution de +4,08 % par rapport à 2016 (Haute-Marne : −4,62 %, France hors Mayotte : +2,11 %).
| 1793 | 1800 | 1806 | 1821 | 1831 | 1836 | 1841 | 1846 | 1851 |
| ---- | ---- | ---- | ---- | ---- | ---- | ---- | ---- | ---- |
| 447  | 474  | 482  | 449  | 492  | 512  | 483  | 455  | 509  |

| 1856 | 1861 | 1866 | 1872 | 1876 | 1881 | 1886 | 1891 | 1896 |
| ---- | ---- | ---- | ---- | ---- | ---- | ---- | ---- | ---- |
| 501  | 511  | 504  | 488  | 485  | 493  | 480  | 481  | 455  |

| 1901 | 1906 | 1911 | 1921 | 1926 | 1931 | 1936 | 1946 | 1954 |
| ---- | ---- | ---- | ---- | ---- | ---- | ---- | ---- | ---- |
| 457  | 427  | 393  | 380  | 379  | 408  | 414  | 384  | 498  |

| 1962 | 1968 | 1975 | 1982 | 1990 | 1999 | 2004 | 2006 | 2009 |
| ---- | ---- | ---- | ---- | ---- | ---- | ---- | ---- | ---- |
| 447  | 413  | 419  | 517  | 573  | 559  | 531  | 558  | 684  |

| 2014 | 2019 | 2022 | - | - | - | - | - | - |
| ---- | ---- | ---- | - | - | - | - | - | - |
| 716  | 714  | 739  | - | - | - | - | - | - |

## Lieux et monuments
L'église Saint-Savinien a été labellisé « Patrimoine protégé » le 13 février 1928, pour son chœur et ses murs décorés de peintures à fresque.
Le monument aux morts a été inauguré en novembre 1921, devant la petite chapelle des Saints-Anges, pour commémorer les soldats morts pendant la Première Guerre mondiale (1914-1918).

### Galerie

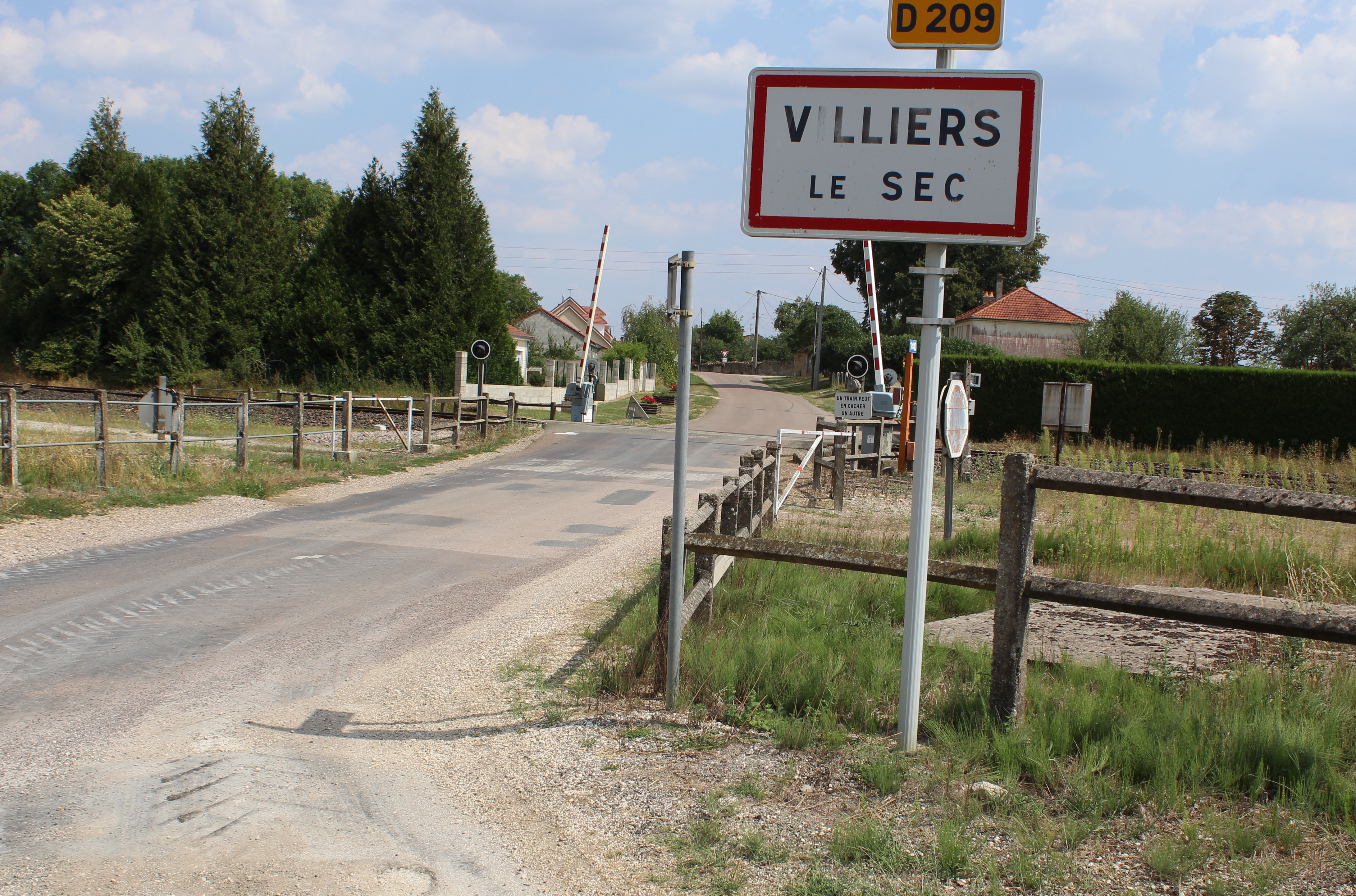
Entrée du village.
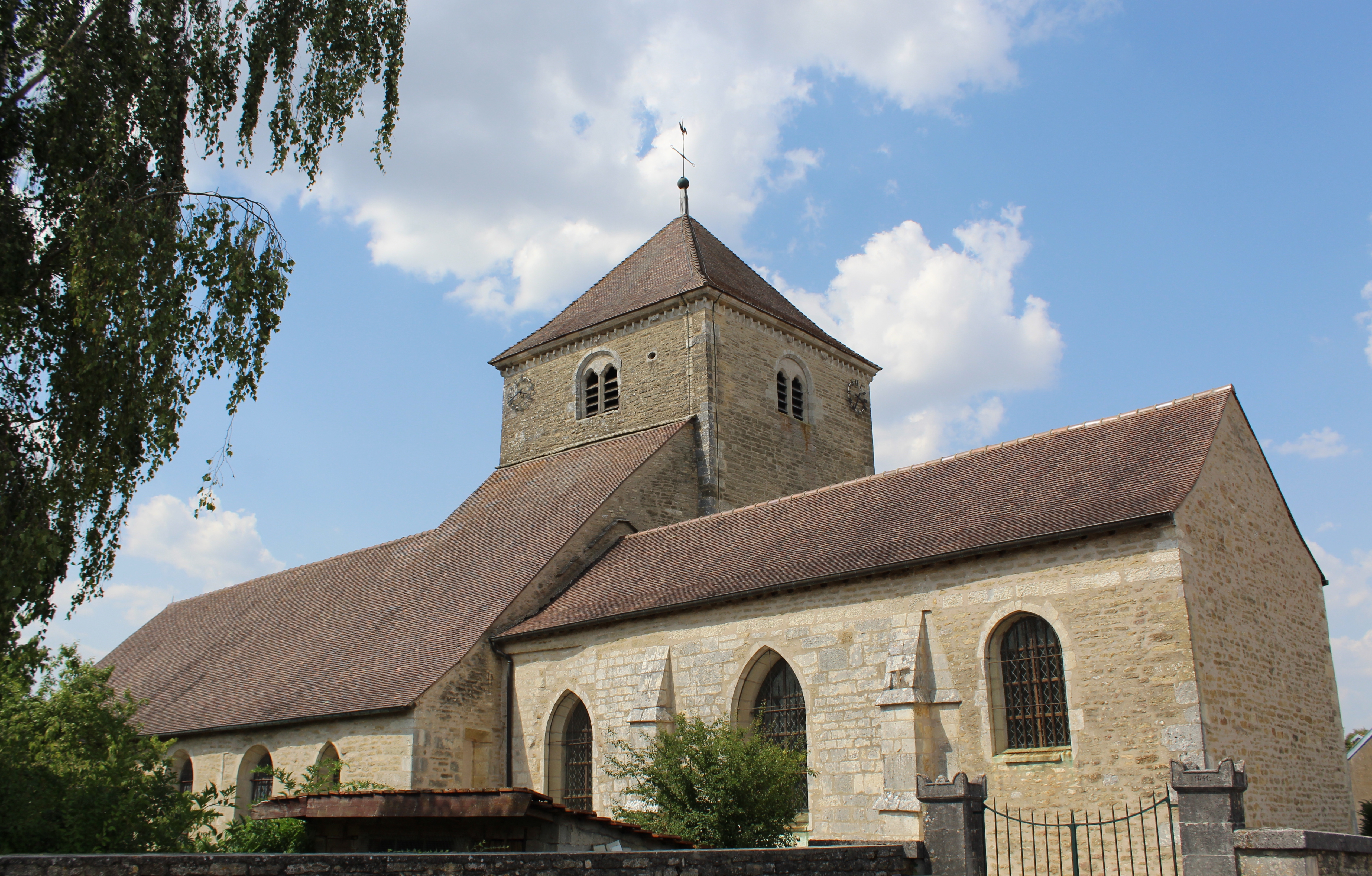
L'église.
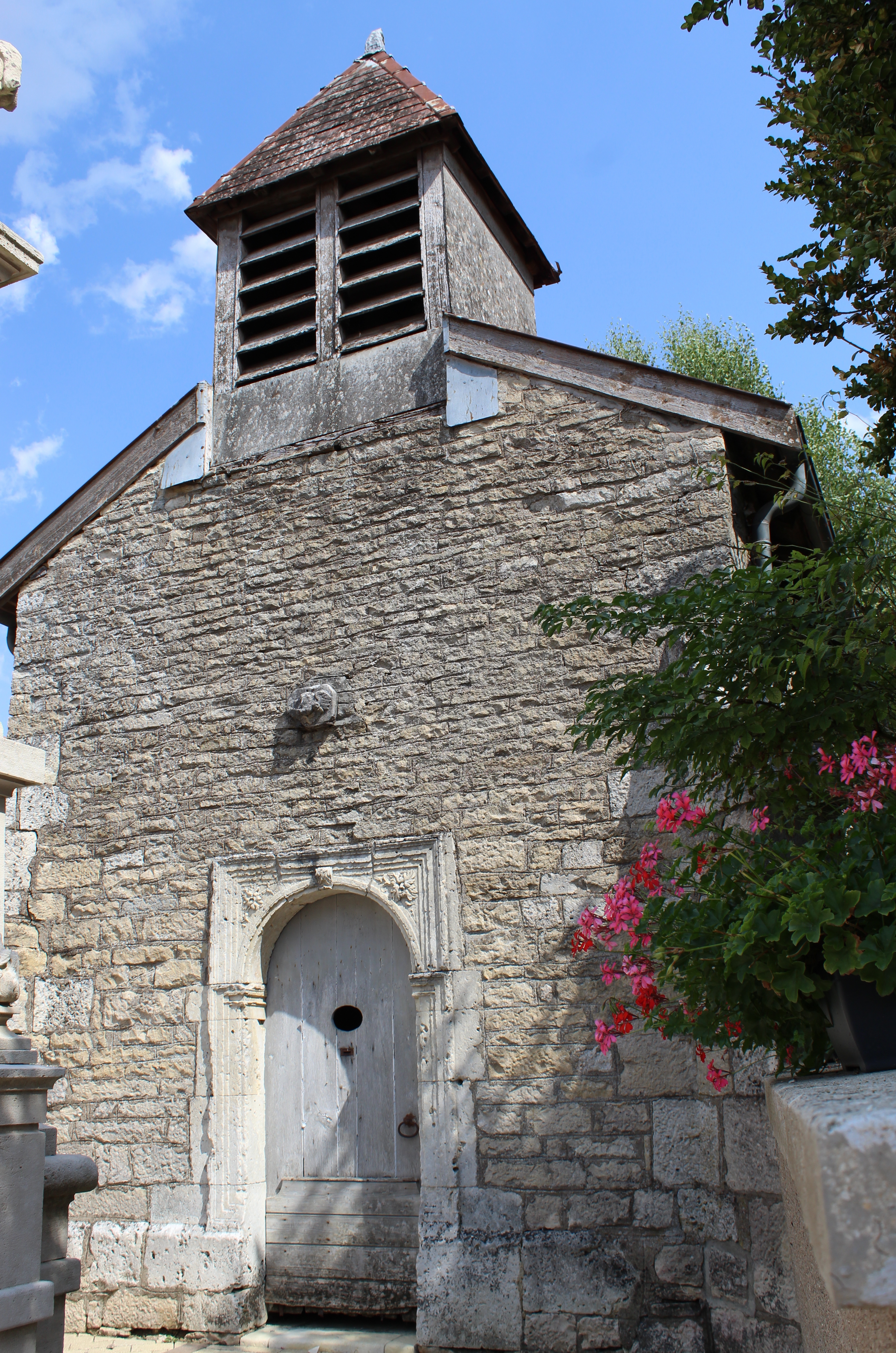
La chapelle.
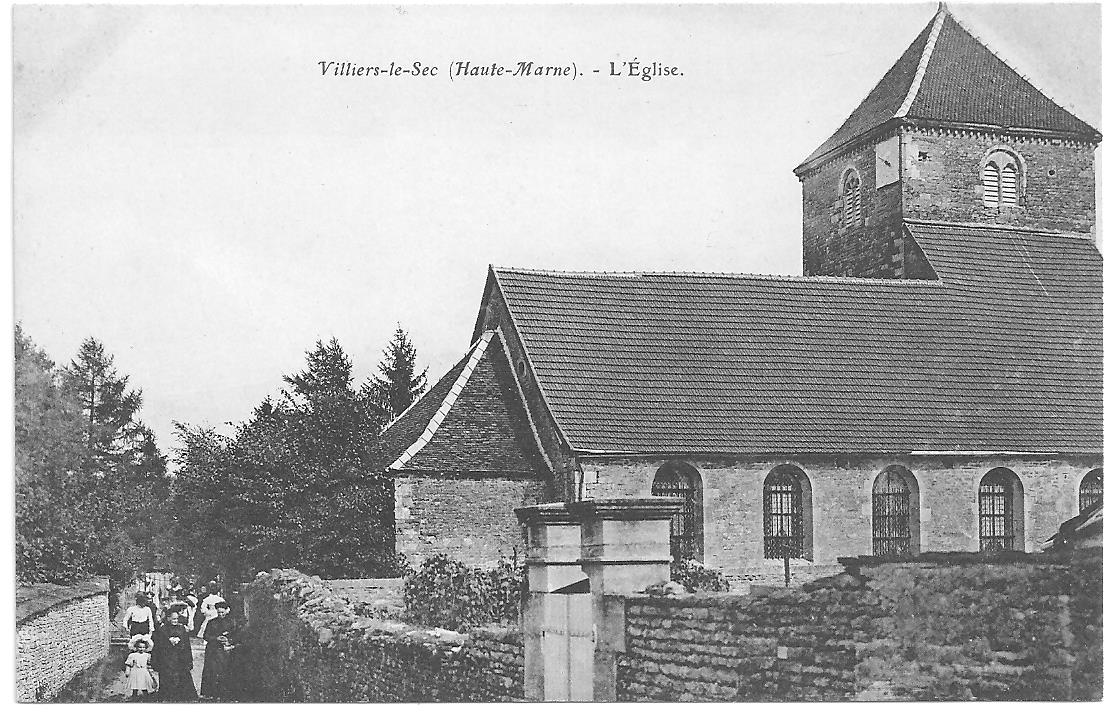
Ancienne vue de l' Église.
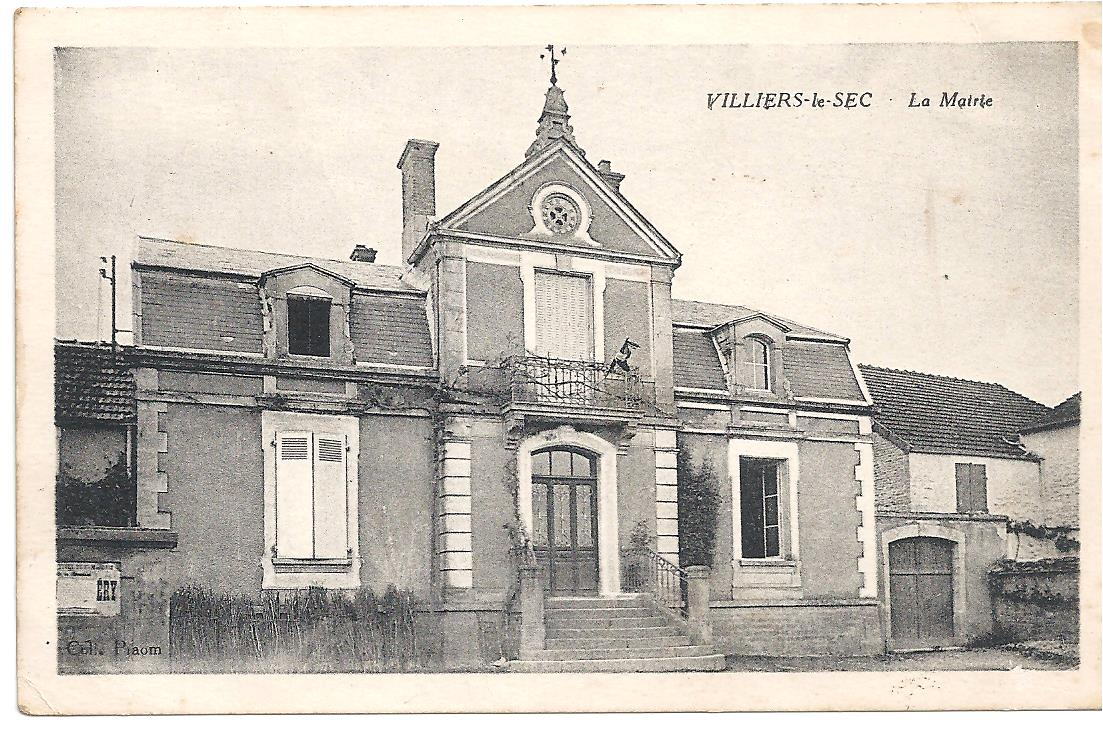
Ancienne vue de la La Mairie

## Personnalités liées à la commune
Simon-Edme Monnel, prêtre constitutionnel, curé de Villiers-le-Sec, conventionnel régicide. On publia peu après sa mort ses Mémoires d'un prêtre régicide.